# Synagoga Poppera w Krakowie
Synagoga Poppera, synagoga Bociana, Synagoga Mała, Bóżnica Wolfa Poppera lub także Synagoga Popera – synagoga znajdująca się w Krakowie, w dzielnicy I Stare Miasto przy ulicy Szerokiej 16, na Kazimierzu. Ufundowana została w 1620 przez bogatego żydowskiego kupca Wolfa Bociana (Wolfa Poppera). Podczas II wojny światowej synagoga została zdewastowana. Zniszczone lub rozkradzione zostały elementy wyposażenia. Na przestrzeni lat zatarciu uległ sakralny charakter budowli. Podczas remontu przeprowadzonego w latach 1965–1967 zamurowano nawet wnękę na aron ha-kodesz. Zabudowano wejście od strony ulicy Dajwór, schody zewnętrzne zastąpiono schodami wewnętrznymi, prowadzącymi bezpośrednio z sali głównej na galerię na piętrze, mieszczącą się nad dawną sienią oraz rozebrano drewniane ganki i przybudówki.

## Historia
Synagoga została ufundowana w 1620 przez pochodzącego z Chęcin bogatego żydowskiego kupca i finansistę Wolfa Bociana (Wolfa Poppera). Dzięki szczodrości Wolfa Poppera synagoga mogła poszczycić się najbogatszym wyposażeniem wnętrza spośród wszystkich krakowskich bożnic. Jej kosztowne utrzymanie doprowadziło kolejnych spadkobierców synagogi do poważnego zubożenia, graniczącego z bankructwem. W związku z tym synagogę przejęła krakowska gmina żydowska, która niezbyt troszczyła się o utrzymywanie jej świetności. Po raz pierwszy bożnicę wymieniono w spisie podatkowym z 1653.
Pierwotnie synagoga znajdowała się na zapleczu kamienicy Poppera przy ul. Szerokiej, a jej wschodnia ściana przylegała do muru obronnego Kazimierza. W 1813 przeprowadzono remont. W 1827 synagoga przeszła generalną rozbudowę: dobudowano przybudówki, w których ulokowano babiniec. Od strony ul. Szerokiej dobudowano mur z trójosiową bramą prowadzącą do synagogi. 
Kolejne remonty wykonano w tej bóżnicy w 1860, w 1898 (nadbudowano kondygnację nad salą mężczyzn, przy zachodniej elewacji wybudowano drewniane schody, a okno na parterze zmieniono na wejście) i w 1904. W tym okresie wyposażenie synagogi było już skromne.
Podczas II wojny światowej hitlerowcy doprowadzili do znacznej dewastacji wnętrza synagogi oraz bezpowrotnego przepadku jej cennego wyposażenia. Zniszczono żelazną kratę bimy, kamienne obramowanie aron ha-kodesz, skarbonę, paramenty. Zachowały się tylko dębowe, ażurowe drzwi do aron ha-kodesz. Po zakończeniu wojny synagoga znajdowała się w bardzo złym stanie. 
W późniejszym okresie w pomieszczeniach dawnych galerii dla kobiet mieszkali przez kilka lat żydowscy repatrianci ze Związku Radzieckiego. W 1955 lub w 1956 Miejska Rada Narodowa wydała nakaz eksmisji kongregacji z synagogi, w celu przeznaczenia jej na dom kultury dla głuchoniemych. Przeciwko tym planom głośno zaprotestowała Kongregacja Wyznania Mojżeszowego z prezesem Maciejem Jakubowiczem na czele, która nie chciała dopuścić do przeznaczenia synagogi na lokal rozrywkowy. W międzyczasie dyrekcja Polskiego Związku Głuchoniemych w Krakowie uznała, że synagoga nie nadaje się na dom kultury i zrzekła się przydziału na nią. Protest kongregacji z 1956 był największym protestem środowiska żydowskiego w powojennej Polsce.
Ostatecznie Gmina Wyznaniowa Żydowska w Krakowie utraciła budynek w 1965. W 1964 lub w latach 1965–1967 przeprowadzono kapitalny remont budynku, podczas którego zamurowano wnękę na aron ha-kodesz i wejście od strony ulicy Dajwór oraz rozebrano drewniane ganki i przybudówki. Po zakończeniu remontu w synagodze mieściła się do roku 2017 filia Staromiejskiego Centrum Kultury Młodzieży.
W 2005 bożnica przeszła kolejny remont, podczas którego otynkowano budynek oraz wymieniono okna na takie, które w całości przypominają te sprzed wojny. Od 1996 podczas Festiwalu Kultury Żydowskiej w synagodze odbywają się warsztaty artystyczne „Odkrywanie Kazimierza”, podczas których uczestnicy poprzez sztukę, poznają historię i kulturę Kazimierza – byłej żydowskiej dzielnicy Krakowa.
W roku 2017 bożnica została wykupiona, obecnie mieści się w niej filia księgarni Austeria – wydawnictwa zajmującego się publikowaniem i sprzedawaniem artykułów papierniczych, muzyki, oraz literatury powiązanej z kulturą żydowską.

## Architektura
Budynek Synagogi Poppera usytuowany jest między ulicą Szeroką a ulicą Dajwór. Przed wejściem do bożnicy od strony ul. Szerokiej znajduje się mały prostokątny dziedziniec, który zamyka ażurowa, trójosiowa brama. Nad środkowym przejściem znajduje się tablica ze zrekonstruowanym napisem w języku hebrajskim:
„Synagoga imienia R. Wolfa Poppera błp. Założona w r. 5380 (1620) odrestaurowana przez zarząd w r. 5664 (1904)”
Synagoga Poppera nie ma wyraźnych cech stylowych. To jednoprzestrzenna budowla z murami podpartymi ceglano-kamiennymi potężnymi skarpami. Wzniesiona jest z cegły i kamienia (dolne partie murów) na planie prostokąta. Wewnątrz znajduje się prostokątna główna sala modlitewna o wymiarach w świetle ścian 11,0 × 7,5 m, o wysokości w najwyższym miejscu obecnego sklepienia 6,6 m, ze sklepieniem kolebkowym z głębokimi lunetami, do której wchodzi się przez mały przedsionek. Jej ścianę wschodnią stanowi odcinek dawnego muru miejskiego. 
Autorem polichromii wykonanych przed 1935 był Leon Schönker.
Z oryginalnego wyposażenia zachowały się jedynie dębowe, płaskorzeźbione i polichromowane, barokowe drzwiczki aron ha-kodesz z XVII w., które w 1964 Józef Steiglitz, syn krakowskiego antykwariusza Abrahama Steiglitza, przekazał do zbiorów Wolfson Museum of Jewish Art w Jerozolimie. Przedstawiały one wizerunki lwa, orła, jelenia i lamparta, symbolizujące zdolności i siły człowieka. Przedstawienia zwierząt nawiązywały do traktatu Przypowieści Ojców (Pirke Awot 5,2) z Miszny: „Bądź silny jak lampart, lekki jak orzeł, rączy jak jeleń, potężny jak lew, aby pełnić wolę Ojca twojego w niebie”.

## Galeria

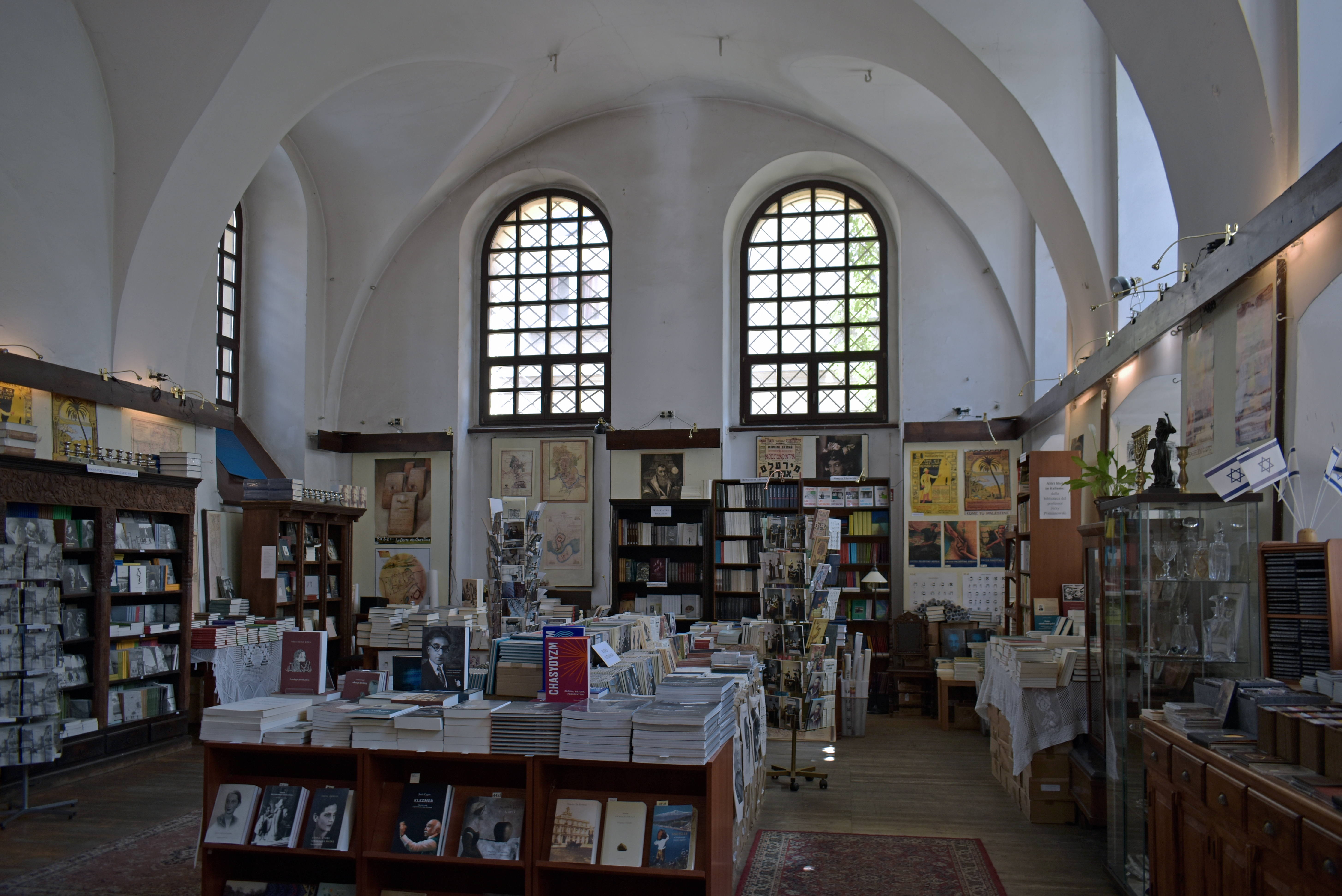
Wnętrze synagogi
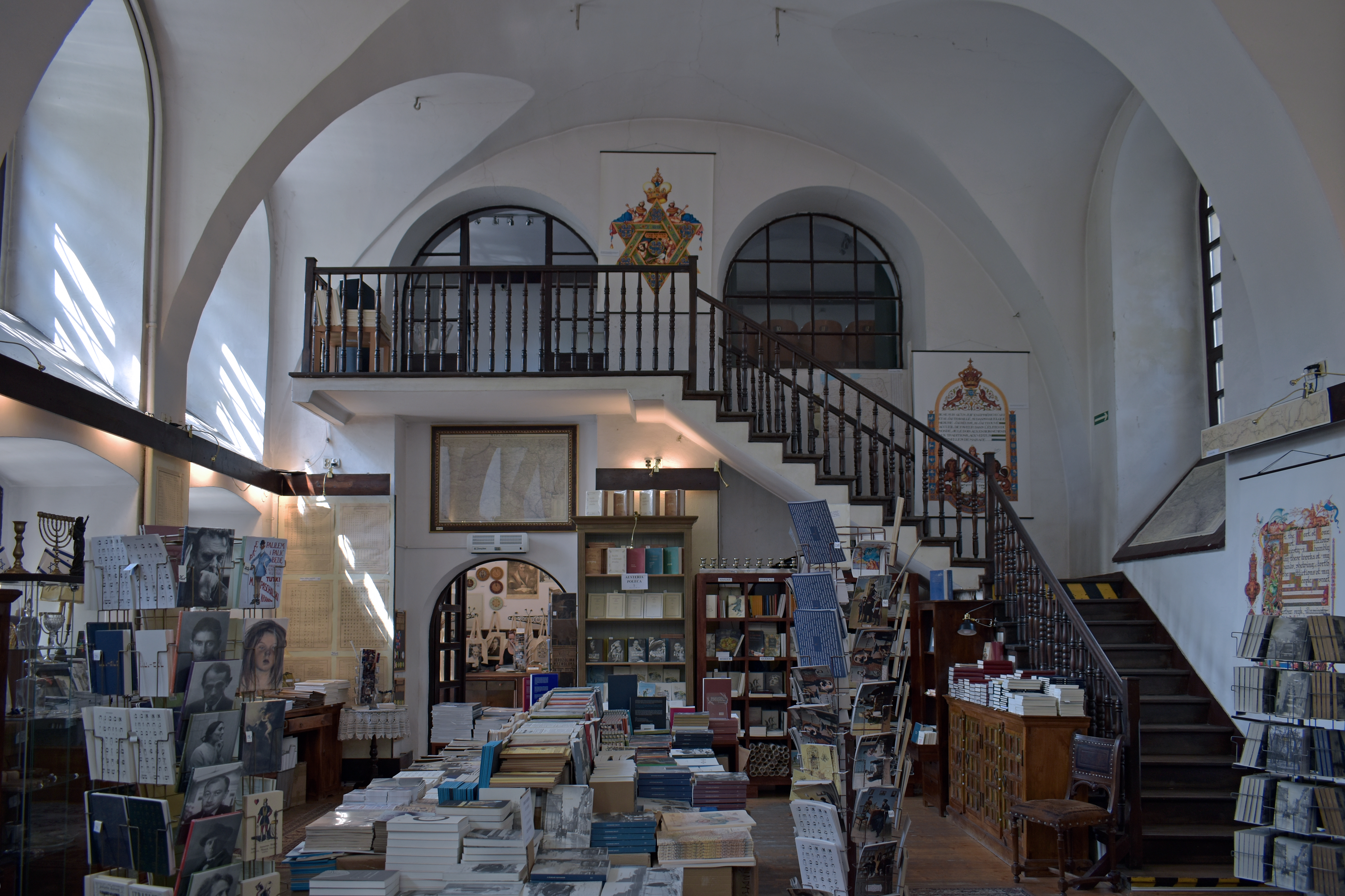
Wejście do sali, schody na babiniec
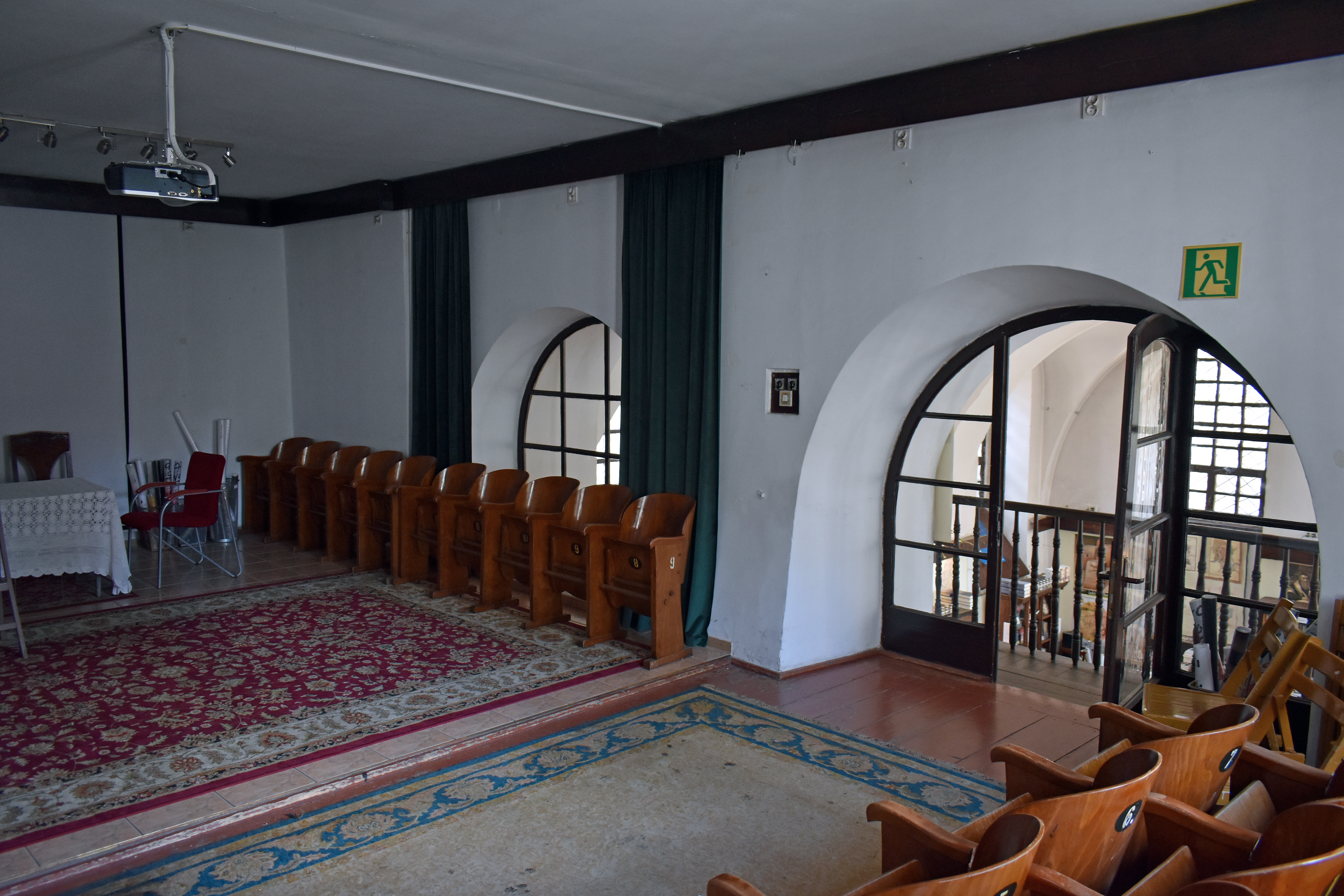
Babiniec
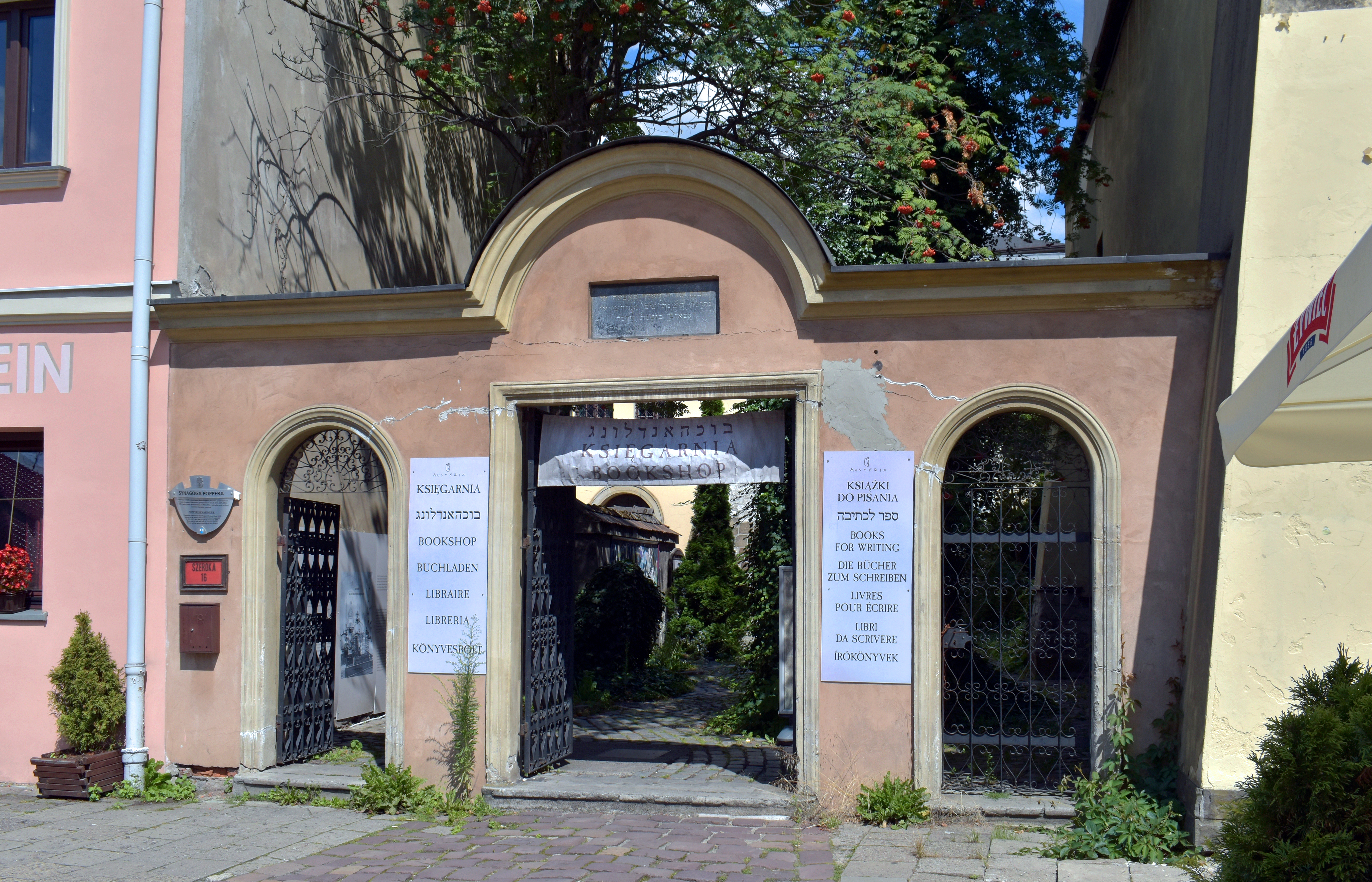
Brama wejściowa od ul. Szerokiej
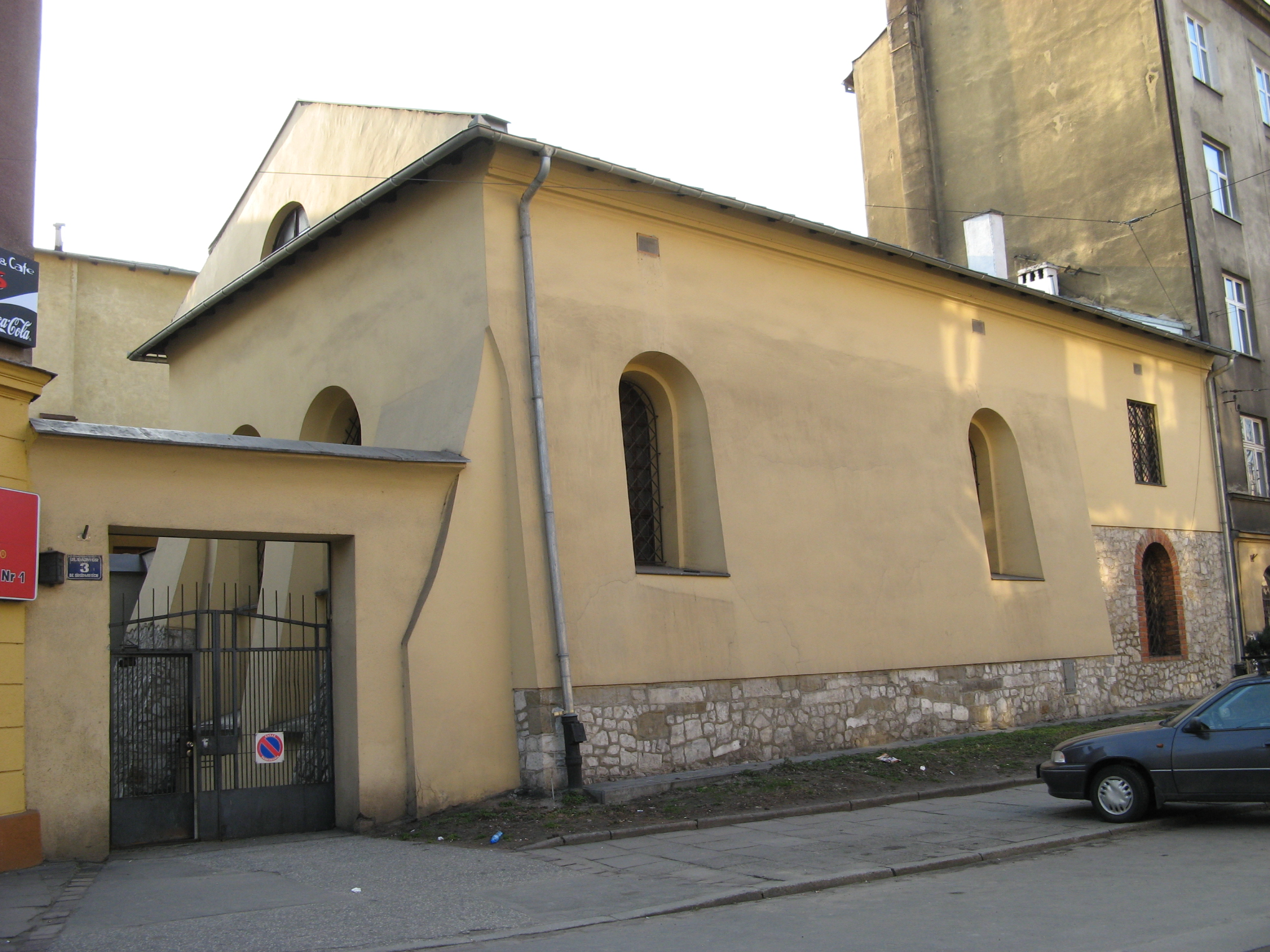
Synagoga widziana z ul. Dajwór